# Kosmobiologie
De term kosmobiologie werd voor het eerst gebruikt door de Duitse medische astroloog Friedrich Feerhow en de Zwitserse statisticus Karl Krafft. Met dit begrip wordt echter veelal de tak van astrologie bedoeld die astrologie een wetenschappelijke basis wil geven naar het voorbeeld van de natuurwetenschappen. De naam die geassocieerd wordt met deze vorm van astrologie is Reinhold Ebertin, die de school voor kosmobiologie oprichtte en wiens 'Kombination der Gestirneinflüsse' (De Combinatie van Planeetinvloeden) een standaardwerk voor astrologiebeoefenaars werd.

## Invloed van Alfred Witte
Reinhold Ebertin baseerde zich voor zijn werk op eerdere geschriften over astrologie van Alfred Witte. In het bijzonder de techniek van de 'midpunten', die hij verder bleef ontwikkelen, had hij aan Witte te danken. Een opvallend verschil met de traditionele westerse astrologie zoals die tot dan toe werd beoefend, is dat de "huizen" van de horoscoop niet worden gebruikt. In plaats daarvan krijgen de planeten en hun aspecten (de hoeken die ze met elkaar maken) alle aandacht bij de analyse van de horoscoop.

## Verschil met Hamburger Schule
Het belangrijkste verschil met Wittes 'Hamburger Schule' is dat Ebertins kosmobiologie de hypothetische planeten voorbij Neptunus verwerpt. Een ander significant verschil is dat Ebertin, die een dokter was, zijn kosmobiologie aanzienlijk uitbreidde met medische astrologie.

## Het kosmogram
In de kosmobiologie worden horoscopen getekend die er helemaal anders uitzien dan de traditionele. Ebertin werkt, evenals Witte, met 'harmonics' waarbij vooral de 8e harmonic belang heeft. Hierbij worden vooral de volgende 'harde' aspecten geanalyseerd: Conjunctie (O graden), halfvierkant (45 graden), vierkant (90 graden) anderhalf vierkant en oppositie. Deze komen nu duidelijker tot uiting dan in een traditionele horoscoop. Dit bijzondere 'wiel' wordt door Ebertin het kosmogram genoemd.

## Belangrijkste werk
- Kombination der Gestirneinflüsse (Nederlandse titel: "De Combinatie van Planeetinvloeden"), Ebertin-Verlag, Aalen 1972